# Grammatophora
Grammatophora là một chi bướm đêm thuộc họ Geometridae.